# Wiesheu (Unternehmen)
Die Wiesheu GmbH ist ein deutscher Hersteller von Industriebacköfen aus Großbottwar im Landkreis Ludwigsburg.
Das Unternehmen wurde 1973 von Marga und Karlheinz Wiesheu gegründet.
Es entwickelte sich seitdem zum internationalen Lieferanten von Öfen für das Backen am Verkaufsort. Wiesheu verlagerte seinen Standort bis Ende 2017 von Affalterbach nach Großbottwar.

## Unternehmensstruktur
- Wiesheu GmbH, Großbottwar
  - Jung GmbH Apparatebau, Großbottwar
  - Wiesheu Wolfen GmbH, Wolfen
  - Wiesheu Polska Sp. z o.o. Warschau, Polen
  - Wiesheu France SASU Schiltigheim, Frankreich